# Chiesa dell'Annunziata (Lamezia Terme)
La Chiesa dell'Annunziata è una struttura religiosa sita in Lamezia Terme, Sambiase.

## Storia
La Chiesa dell'Annunziata sorse intorno alla fine del 1500, così come la sua dirimpettaia: la chiesa dell'Immacolata. Un tempo le chiese erano legate ad alcune congregazioni, nell'odierna Chiesa della Annunziata vi era già nel 1601 un'ulteriore congregazione, ovvero quella di San Giovanni, alla quale la chiesa era intitolata. La congregazione di San Giovanni in seguito, ricevuta una propria cappella all'interno della chiesa matrice lì si trasferì. La chiesa passò perciò alla congregazione dell'Annunziata, questo passaggio di consegne, come si evince da un documento ritrovato nell'archivio comunale, è avvenuto nel 1622 e testimonia l'esistenza della congregazione dell'Annunziata sin dal 1601. L'ufficializzazione sia della nascita della congrega sia del passaggio di consegne della stessa chiesa è stato effettuato ad opera del Vescovo Confalone il 25 maggio 1622.
Come riporta Enrico Borrello, nell'inventario della Chiesa redatto dalla congregazione dell'Annunziata si ritrova un “Libro delle regole di codesta congregatione, dove vi stanno scritte le promozioni degli ufficiali, principiando dal 2 luglio 1601, nel quale giorno e anno si principiò detta congregatione dell’annunciata, fino all’anno 1680” e un “Libro delle indulgenze concesse dal papà Clemente decimo in data 2 marzo 1634”.
Altre apparizioni in documenti antichi, come riportato da Antonio Zaffina, si ritrovano nel più antico bollario del 1594 e nei successivi, nonché da Exsemblaria copia e relazioni ad limina dei Vescovi del tempo fino al 1836. La congregazione dell'Annunziata ebbe anche l'approvazione delle regole e il Regio placet di Ferdinando IV di Borbone il 18 febbraio 1779.
La congregazione comprendeva: un “S. Prefetto, un primo e secondo assistente, quattro decani, quattro vice-decani, che sono quelli della decania dell’Angeli, quella dell'Arcangeli, quella dei Cherubini e quella dei Serafini”. Il reggente veniva eletto da “ detti ufficiali è in ogni mese di settembre per un anno devo esercitare la procura e poi dal conto a Razionali”.

## Tradizioni
Di particolare importanza etnologica è la processione del venerdì santo, denominata dei Mistiari.

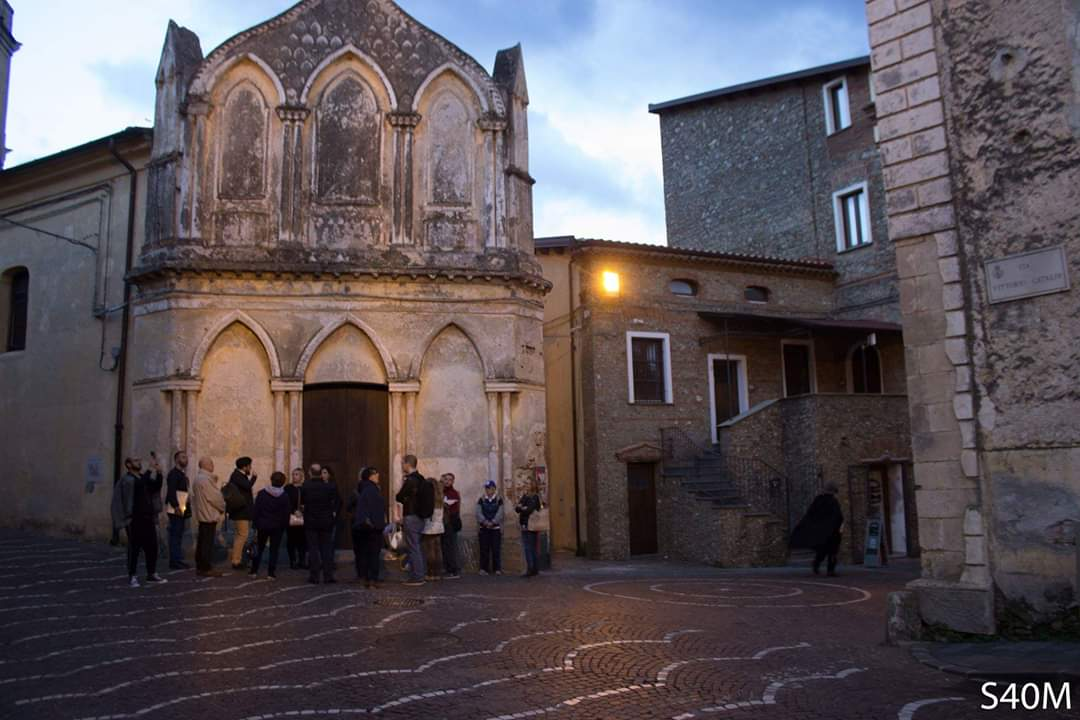
Urban trekking associazione "Santi 40 Martiri"

Le statue dei Mistiari, orgoglio tipicamente sambiasino, risalgono all'inizio del 1600.
La data del 1683, come sostiene Enrico Borrello, si riferisce probabilmente a dei lavori di restaurazione. L'elenco completo delle statue è leggibile anche nell'antico inventario della “platea dei beni della chiesa di Maria sempre vergine annunciata”.
Il termine Processione dei Mistiari assume, dunque, una duplice accezione: può essere riferito, ovviamente, ai misteri della passione di Cristo ma anche ai mestieri, intesi come professioni, come lavori.
La tradizione vuole, infatti, che la processione del venerdì Santo a Sambiase rispetti canoni rigidamente corporativi, nel senso che il trasporto di ogni specifica statua è da secoli privilegio esclusivo e irrinunciabile, di una ben precisa categoria lavorativa. 
L'ordine di distribuzione delle statue da portare in processione, infatti, lungi dall'essere casuale, è riconducibile a una precisa logica interna, in alcuni casi facilmente distinguibile, in altri meno.
Sarà così che braccianti e contadini, lavoratori, dunque, agricoli porteranno in processione la statua di Gesù nell'orto; ai muratori e ai lavoratori edili spetterà invece trasportare la statua di Gesù alla colonna; barbieri e parrucchieri recheranno sulle spalle la statua di Gesù con la corona di spine sui capelli; ai falegnami spetterà la statua di Gesù con la croce; San Giovanni Evangelista sara portato dagli impiegati; la varetta con il Cristo morto, invece, spetta ai religiosi e ai confratelli delle congrega dell'Immacolata e dell'Annunziata.
Con lo stesso ragionamento la statua della Madonna Addolorata viene trasportata solamente da donne, solitamente che hanno subito lutti.
Abbastanza sentita lo è anche la festa di Santa Lucia.

## Descrizione

### Aspetto esteriore
Seppur edificata all'inizio del 1600, la fisionomia della facciata esteriore della chiesa risente di un rifacimento attuato nel XIX secolo. 
L'aspetto esteriore richiama quasi i caratteri tipici dell'architettura e della decorazione musulmana, con una facciata con tratti arabeggianti ma al contempo con una velatura di gotico.
A dominare l'impatto visivo sono una serie di arcate a ferro di cavallo, o a sesto acuto, sorrette e intervallate da doppie colonne. 
Nella parte superiore del prospetto principale, invece, alcuni elementi decorativi a scaglie di pesce caratterizzano la facciata e circondano tre nicchie nelle quali vi erano tre affreschi, oggi purtroppo deteriorati e resi non visibili dall'incedere del tempo.
Nonostante siano quasi totalmente sbiadite è possibile intravedere ancora i colori con i quali la facciata era dipinta.
Sul lato sinistro della chiesa si trova la torre campanaria a pianta esagonale.

### Gli interni
L'interno della chiesa è composto da una piccola, singola navata, che si sviluppa in maniera lineare. 
A fianco alla navata si può vedere un'aula semi-circolare, che ospita un antico coro ligneo finemente intagliato e intarsiato.
“L’interno della chiesa è impreziosito da delle decorazioni neoclassiche realizzato nel 1847 dallo stuccatore Gregorio Cianflone di Maida e custodisce due pregevoli dipinti ad olio di Eduardo Fiore che raffigurano l’Annunciazione e le sante Lucia e Filomena”.